# Haluaghat
Haluaghat är ett underdistrikt i Bangladesh. Det ligger i den centrala delen av landet, 150 km norr om huvudstaden Dhaka.
Trakten runt Haluaghat består till största delen av jordbruksmark. Runt Haluaghat är det tätbefolkat, med 709 invånare per kvadratkilometer.